# Arracacia filipes
Arracacia filipes är en flockblommig växtart som beskrevs av Mildred Esther Mathias och Lincoln Constance. Arracacia filipes ingår i släktet Arracacia och familjen flockblommiga växter. Inga underarter finns listade i Catalogue of Life.